# 尼亚尼县
尼亞尼縣（英語：Niani District）是西非國家甘比亞中河區轄下的10個縣之一。根據甘比亞官方於2013年所作的人口普查結果顯示，居住於尼亞尼縣的總人口數為24806人。